# Zhang Lexing
 (janvier 2017).
Si vous disposez d'ouvrages ou d'articles de référence ou si vous connaissez des sites web de qualité traitant du thème abordé ici, merci de compléter l'article en donnant les références utiles à sa vérifiabilité et en les liant à la section « Notes et références ».
Zhang Lexing (chinois simplifié : 张乐行 ; chinois traditionnel : 張樂行 ; pinyin : zhāng lèxíng, également nommé Zhang Luoxing (张洛行 / 張洛行, zhāng luòxíng et surnommé Xianger (香儿 / 香兒, xiāngér, né en 1810 à Bozhou, dans l'actuel Xian de Woyang, province de l'Anhui, en Chine et décédé le 5 avril 1863, fut le chef de la révolte des Nian au XIXe siècle en Chine.
Zhang Lexing était à l'origine un propriétaire terrien, membre d'une ancienne et puissante famille impliquée dans la contrebande du sel.
En 1852, il fut choisi par les Nian pour être leur chef, et, en 1856, il reçut le titre de « Seigneur de l'Alliance », lorsque les Nian s'organisèrent selon un système inspiré du système des Huit Bannières des Mandchous qui dirigeaient la dynastie Qing.
Zhang Lexing se prévalait également du titre de « Grand Prince Han détenteur du Mandat du Ciel »
Il fut tué par le général mongol Sengge Rinchen, chargé à ce moment de combattre la révolte des Nian, le second mois lunaire de l'année 1863. Il fut alors remplacé à la tête des Nian par Zhang Zongyu (zh) (张宗禹).